# Tigo - Colombia Móvil
Colombia Móvil S.A. E.S.P., bajo la marca comercial de Tigo, es una compañía de propiedad mixta de telecomunicaciones, con sede en Medellín (Colombia). Su mayor propietario es Milicom, presta sus servicios de telecomunicaciones celulares a nivel nacional e internacional a través de la marca Tigo y con la marca Orbitel en Canadá, Estados Unidos y España (con servicios de larga distancia y telefonía móvil con Orbitel Móvil).
En sus inicios y hasta el 1 de diciembre de 2006, Colombia Móvil utilizó la marca comercial OLA y a partir de esa fecha fue renombrado como Tigo al ser adquirida por Milicom.

## Historia
Colombia Móvil fue fundada en enero de 2003 cuando se adjudicó su licencia nacional de Servicio de comunicación personal (PCS por sus siglas en inglés). El operador comenzó como una empresa conjunta entre el operador de línea fija, ETB (50%), y el grupo de servicios públicos y telecomunicaciones, EPM (50%).
Colombia Móvil inició operaciones a finales de 2003, luego de que sus accionistas ganaran la licencia para operar tras una subasta pública y el pago de US$56 millones para ser el primer operador de PCS, siendo EPM de Medellín y ETB dueñas de OLA en 50% de sus acciones cada uno. La adjudicación de esta licencia se vio retardada desde 1997 por diversas demandas interpuestas por los operadores celulares (Comcel y Celumóvil) que mantenían un duopolío, con tarifas exorbitantes para los usuarios, desde 1994. Esto sumió al país en un atraso tecnológico considerable respecto al planeta e incluso si se mira la región, ya que países como Chile tenían adjudicada esta licencia desde 1997.
En 2004 OLA lanzó con éxito su plan Pioneros que fomentaba las llamadas entre teléfonos de la empresa a $30 por minuto. Sin embargo la infraestructura de redes y de servicio solo estaba diseñada para atender la mitad del volumen de abonados.

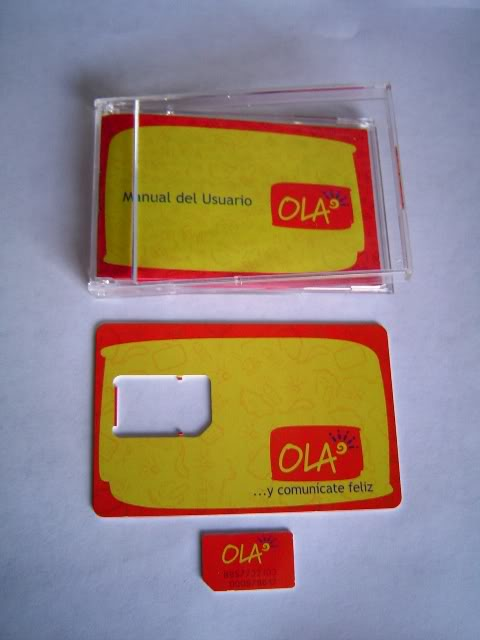
Tarjeta SIM de OLA Colombia (Hoy Tigo-Une Colombia), desempacada en su cartón original (circa 2005)

El 1 de diciembre de 2006, OLA seguía siendo el tercer operador de telefonía móvil en el país, con más de 2,7 millones de abonados. No obstante y aunque es superado por sus competidores de telefonía celular Comcel y Movistar, al cierre de este tercer trimestre OLA logró ganar terreno frente al segundo operador (Movistar), logrando vender 10 985 líneas más que este. A partir del 1 de diciembre, OLA cambió su nombre a Tigo debido a la compra del (50%+1 acción) por parte de Millicom (mediante Millicom Colombia S.A.) y con el propósito de aumentar la cobertura y servicios, aumentar su base de clientes y quitarle terreno a los demás operadores con intensas campañas publicitarias.
El 11 de noviembre de 2013, ETB decide venderle su participación en Tigo a UNE, filial de EPM, ante la fusión de UNE y Tigo. También, en ese mismo año, ingresa a la Junta Directiva Alejandro Santodomingo.

### Fusión con UNE
El 16 de agosto del 2014, se firmaron las escrituras de fusión entre Tigo y UNE, lo que concluyó un proceso que llevaba 2 años en trámites. Este permitió la integración de servicios fijos de UNE con la telefonía móvil de Tigo, con lo cual la compañía integrada se convierten en el segundo operador más grande en el país. De esta manera, UNE absorbió a Tigo (Colombia Móvil S.A.) y Millicom Internacional (dueña de Tigo) capitaliza a UNE, EPM obtuvo la mayoría accionaria en la nueva empresa naciente TigoUne (50,01 %). Además UNE, como empresa absorbente, figura como la empresa matriz, controlando directamente a Edatel S.A., Empresa de Telecomunicaciones de Pereira S.A., Cinco Telecom Corporation, con domicilio en la Florida, Orbitel Comunicaciones Latinoamericana y Orbitel Servicios Internacionales S.A. y su sede es Medellín.
A octubre de 2015 se mantienen ambas marcas por separado: Tigo para servicios móviles y TigoUNE para servicios fijos. Para el sector corporativo, ya la compañía ha comenzado a ofrecer portafolio integrado.
Desde 2019, TigoUNE acorta su marca a Tigo para servicios móviles y para servicios fijos.

### Futura Adquisición de Movistar Colombia
En marzo de 2025, Millicon anunció la adquisición de la totalidad de las acciones de Movistar (Colombia) por un monto cercano a los 400 millones de dólares, esta acción quedó sujeta a la autorización de las autoridades.

## Tecnología
Colombia Móvil soporta su operación en varias tecnologías inalámbricas:
- GSM: Tigo usa la tecnología GSM y GPRS en la Banda de 1900 MHz a nivel nacional, por medio de estas ofrece voz tradicional móvil.
- EDGE: Esta tecnología disponible en cerca de la mitad de poblaciones con cobertura Tigo, le permite a sus usuarios navegar por Internet a velocidades cercanas a 250 Kbps.
- UMTS y HSDPA: Estas tecnologías presentes en cerca de 400 poblaciones colombianas, le permiten ofrecer accesos a Internet de hasta 5 Mbps a sus usuarios por medio de las tecnologías 3G (UMTS) y 3.5G (HSDPA).
- HSPA+: El 23 de octubre de 2011 Tigo lanzó comercialmente el servicio 4G mediante HSPA+, con velocidad promedio de 10 Mbps en la banda de 1900 MHz en las dos principales ciudades del país (Bogotá y Medellín), y actualmente cubre más de 200 poblaciones en todo el territorio colombiano.[10]
- LTE: El 3 de diciembre de 2013 Tigo lanzó comercialmente el servicio 4G LTE, con velocidad pico de 40 Mbps en la banda IV AWS 1700 MHz en las ciudades de Barranquilla, Bogotá, Bucaramanga, Cúcuta, Cali, Cartagena, Medellín y Santa Marta.[11]*
- 5G: En febrero de 2019, anunció ser el primer operador en Colombia en realizar pruebas 5G.[12]*

*Desde 2024 se limita la velocidad de las redes 4G y 5G mediante la politica de Traffic Shaping en ciertas aplicaciones y portales web a menos de 2 Mbps, esto con el teórico fin de que todos los usuarios tengan una correcta experiencia de navegación.

## Servicios móviles
En 2010, UNE ganó subasta de espectro 2.5Ghz en la que planea un despliegue con tecnología LTE para ofrecer servicios móviles de cuarta generación 4G, y que fue lanzada al mercado colombiano el 14 de junio de 2012 con planes en prepago y pospago que permiten el empaquetamiento con otros servicios de la compañía. Además UNE es accionista fundador en el operador Colombia Móvil-Tigo..
- Telefonía Móvil: Tigo ofreció el servicio UNE Móvil para sus clientes en la ciudad de Medellín, que debían tener otros servicios con la compañía como Telefonía Fija, TV o Banda Ancha para acceder a este servicio, se ofreció entre 2007 y 2009, este servicio lo brindó en alianza comercial con el operador Colombia Móvil.

- Internet Móvil: TIGO se convirtió en 2009 la primera compañía en prestar el servicio de Internet móvil en el país mediante la figura de Operador Móvil Virtual (OMV) de datos, es decir, que arrendará la infraestructura de la empresa de telefonía celular Colombia Móvil-Tigo para prestar el servicio de Internet móvil con su marca.

- Orbitel Móvil: Tigo presta servicios de Telefonía móvil en España mediante su marca Orbitel bajo un esquema de OMV con el operador Vodafone, su oferta se enfoca en el mercado de inmigrantes.

### Voz - telefonía móvil PCS
Colombia Móvil TIGO, ofrece servicios de voz móvil (PCS), con una cobertura superior al 80% de las poblaciones colombianas.
Ofrece planes de voz prepago o prepagado por medio de tarjetas, pospago o por factura y cuenta control o de pago adelantado.
Datos - Internet móvil
Los servicios de datos, van desde mensajería de texto, pasando por mensajes multimedia y navegación en Internet a través de su red de datos. Sus servicios se dividen en planes personales enfocados para el mercado masivo de personas naturales y planes corporativos enfocados a empresas y (pymes); al igual que en sus servicios de voz, ofrece servicios de datos en planes prepago y cuenta control.

### SMS
Con los mensajes de texto (SMS) desde un Tigo, un usuario puede enviar SMS a otros usuarios TIGO, u otros operadores móviles existentes en Colombia y también permite enviar SMS a teléfonos fijos en Colombia, sus usuarios también pueden enviar SMS a cerca de 80 Países.

### MMS
Los mensajes multimedia permiten enviar fotos, video y audio desde un teléfono móvil inscrito en Tigo hacia otros usuarios Tigo y a correos electrónicos.

### Internet
La navegación en Internet se puede realizar desde el teléfono móvil, o un módem para navegar desde un computador.

### Servicios multimedia
Televisión móvil
Ofrece cerca de 10 canales para sus usuarios con teléfonos capaces de recibir señal en streaming.
Tigo Music
Es un servicio de música que Tigo presta mediante la alianza con Deezer, el cual permite llevar tu música desde tu teléfono inteligente o tu computador.
Además también se encuentran otros servicios como backtones, y álbum de fotos.

##### Roaming internacional
El servicio de roaming internacional de Tigo, cuenta con acuerdos en cerca de 120 países y permite a sus usuarios pospago hacer roaming por estos destinos con su mismo número Tigo que usa en Colombia; a su vez, los turistas y usuarios de roaming en Colombia pueden escoger a Tigo como su operador de Roaming.

## Cobertura del servicio
Igualmente, Colombia Móvil TIGO, cerro el tercer trimestre de 2013 con más de 7.2 millones de usuarios a nivel nacional lo que representa un 14,99% del mercado. Su cobertura cubre cerca de 770 poblaciones de las 1064 que tiene Colombia, lo que representa cerca del 80% de la población atendida con la señal de la red de TIGO.
En cuanto a cobertura 4G LTE, esta ya cubre las ciudades de Bogotá, Medellín, Barranquilla y Bucaramanga.
En 2005, un grupo de usuarios de la antigua OLA, hoy Tigo, crearon un portal para compartir información del operador móvil, Comunidad OLA. Esta página es la primera Comunidad de usuarios móviles en Colombia nacida como punto de encuentro de todos los usuarios Tigo (antes OLA). En ella los usuarios de Tigo Colombia podrán encontrar toda información referente a la compañía, como lo es información de promociones, servicios, planes y móviles que ofrece la compañía.

## Servicios fijos
Tigo es un operador multiservicios o N-play.
- 1°Telefonía móvil: En 2011 saca al mercado La Sim la nueva telefonía, convirtiéndose en el quinto operador celular de Colombia, presta su servicio como Operador Móvil Virtual en la plataforma de Tigo.
- 2°Telefonía larga distancia: Presta servicios de larga distancia a través del indicativo 005 y 05, esta licencia de larga distancia le permite prestar sus servicios a nivel nacional a cualquier usuario de telefonía fija o móvil.
- 3°Tigo Play Es una plataforma de entretenimiento en línea, donde el usuario puede encontrar series, películas, programación infantil y deportes gratis para los clientes de la operadora

Tigo tiene alguna presencia internacional como operador de larga distancia dirigido a inmigrantes latinoamericanos mediante su marca Orbitel; ofrece servicios de telefonía de larga distancia en el hogar con plataforma IP.

## Cobertura
| Ciudad          | Internet Banda Ancha      | Televisión                      | Telefonía             | Internet Móvil     |
| --------------- | ------------------------- | ------------------------------- | --------------------- | ------------------ |
| Medellín        | ADSL / FTTH / HFC / WIMAX | Analógica / Digital / IPTV / HD | Básica Conmutada / IP | 3G / 3.5G / 4G LTE |
| Bogotá          | ADSL / FTTH / HFC / WIMAX | Analógica / Digital / IPTV / HD | Básica Conmutada / IP | 3G / 3.5G / 4G LTE |
| Barranquilla    | FTTN / HFC / WIMAX        | Analógica / Digital / IPTV / HD | IP                    | 3G / 3.5G / 4G LTE |
| Barrancabermeja | HFC / WIMAX               | Analógica / Digital / HD        | IP                    | 3G / 3.5G / 4G LTE |
| Bucaramanga     | HFC / WIMAX               | Analógica / Digital / HD        | IP                    | 3G / 3.5G / 4G LTE |
| Cúcuta          | HFC / WIMAX               | Analógica / Digital / HD        | IP                    | 3G / 3.5G / 4G LTE |
| Cartagena       | HFC / WIMAX               | Analógica / Digital / HD        | IP                    | 3G / 3.5G / 4G LTE |
| Cali            | FTTH / HFC / WIMAX        | Analógica / Digital / IPTV / HD | IP                    | 3G / 3.5G / 4G LTE |
| Buga            | FTTH / HFC / WIMAX        | Analógica / Digital / IPTV / HD | IP                    | 3G / 3.5G / 4G LTE |
| Manizales       | ADSL / HFC / WIMAX        | Analógica / Digital / IPTV / HD | Básica Conmutada / IP | 3G / 3.5G / 4G LTE |
| Ibagué          | FTTH / HFC / WIMAX        | Digital / IPTV / HD             | IP                    | 3G / 3.5G / 4G LTE |
| Pereira         | ADSL / HFC / WIMAX        | Analógica / Digital / IPTV / HD | Básica Conmutada / IP | 3G / 3.5G / 4G LTE |
| Armenia         | HFC / WIMAX               | Analógica / Digital / HD        | IP                    | 3G / 3.5G / 4G LTE |
| Montería        | HFC / WIMAX               | Digital / HD                    | IP                    | 3G / 3.5G / 4G LTE |
| Popayán         | HFC / WIMAX               | Digital / HD                    | IP                    | 3G / 3.5G / 4G LTE |
| Villavicencio   | ADSL / HFC / WIMAX        | Digital / IPTV / HD             | Básica Conmutada / IP | 3G / 3.5G / 4G LTE |

- En otras poblaciones, tiene cobertura de uno de los servicios listados por medio de EDATEL. Así como cobertura nacional de servicios móviles en red 3G y 3.5G a cargo de Colombia Móvil.